# 秦安站
秦安站位于中华人民共和国甘肃省天水市秦安县西川镇神明川村，是徐兰客运专线西段宝兰客运专线上的高铁站，于2017年7月9日启用，由中国铁路兰州局集团天水车站管辖。

## 车站结构
| 站台 | 侧式站台 | 侧式站台                                            |
| 站台 | 2站台    | 徐兰客运专线 往兰州西方向（通渭站）                 |
| 站台 | 通过线   | 徐兰客运专线下行列车通过线                          |
| 站台 | 通过线   | 徐兰客运专线上行列车通过线                          |
| 站台 | 1站台    | 徐兰客运专线 往徐州东方向（天水南站）               |
| 站台 | 侧式站台 |                                                     |
| 站房 | 候车室   | 售票处、自动售票机、验票闸门、等候区 出入口、服务台 |
| 地面 | 联外区   | 出站口、接送区 停车场、公交、出租车排班区           |

## 歷史
- 2017年7月9日正式启用。

## 外部連結
- 中国铁路客户服务中心 （页面存档备份，存于）